# Ескадрені міноносці типу «Београд»
Ескадрені міноносці типу «Београд» — тип ескадрених міноносців, який складають три кораблі, побудовані для Королівських військово-морських сил Югославії наприкінці 1930-тих років, модифікація французьких есмінців типу «Бурраск».
«Београд» побудували у Франції, а «Загреб» і «Любляну» у Королівстві Югославія. У лютому 1940 «Любляна» налетіла на риф поблизу порту Шибеника, тому знаходилася на ремонті, коли сили Осі під керівництвом Німеччини вторглись у Югославію у квітні 1941 року. У ході вторгнення «Загреб» був  затоплений, аби запобігти його захопленню, а інші два кораблі захопили італійці. Королівські військово-морські сили Італії використовували «Београд» і «Любляну»  як ескортні кораблі для конвоїв з Італії до Егейського моря та Північної Африки, під назвами Sebenico та Lubiana відповідно. Lubiana була втрачена у Туніській затоці у квітні 1943. Sebenico був захоплений німцями у вересні 1943 року після капітуляції Італії після чого використовувався Крігсмаріне як TA43. Наявні суперечливі дані про долю TA43, але він у будь-якому разф був втрачений в останні тижні війни .
У 1967 році з'явився французький фільм, присвячений затопленню «Загреба». У 1973 президент Югославії, під час війни лідер Народно-визвольної армії Югославії Йосип Броз Тіто посмертно нагородив двох офіцерів, які затопили «Загреб», орденом Народного героя.  

## Контекст появи
Після розпаду Австро-Угорщини по завершенню Першої світової війни, було створене Королівство Сербів, Хорватів та Словенців. Австро-Угорщина передала кораблі та судна колишнього Цісарсько-Королівського флоту новій державі. Королівство Італія задля забезпечення свого домінування на Адріатиці переконало союзників розділити кораблі Австро-Угорщини між переможцями. У результаті єдиними сучасними морехідними кораблями Королівства Сербів, Хорватів та Словенців залишилися 12 міноносців і воно мусило розбудовувати свої військово-морські сили самостійно. 
У 1929 держава стала називатися Королівством Югославія. На початку 1930 Королівський флот Югославії (сербохорватською латиницею: Kraljevska mornarica; сербохорватською кирилицею: Краљевска морнарица) підтримали концепт лідера ескадрених міноносців, який передбачав будівництво великих есмінців, подібних до британських ескадренних міноносців типу V та W. Вони також послуговувались досвідом ВМС Франції під час його операцій на Адріатиці у Першу світову війну. Міжвоєнні ВМС Франції планували, що кораблі такого класу діятимуть разом із меншими есмінцями, чи напів-флотиліями таких кораблів по три одиниці. Керівництво Югославського флоту вирішило побудувати три такі лідери есмінців, які б мали високу швидкість і здатність діяти за несприятливих погодних умов. Остання вимога до кораблів визначалася планами Югославії направити відповідні кораблі до центрального Середземномор'я, де вони мали діяти разом із французькими та британськими кораблями. Результатом цих планів стала побудова есмінця «Дубровник» (1932). Незадовго після того, як корабель замовили, наслідки Великої депресії змусили відмовитись від замовлення решти кораблів із планованої пів флотилії.
Попри відмову від побудови решти великих есмінців, ідея щодо спільних операцій «Дубровника» з меншими есмінцями збереглася. У 1934 було сформовано спеціальний кредит у 500 мільойонів динарів для Програми збільшення і модернізації флоту та його командування вирішило придбати три такі есмінці для формування дивізії на чолі з «Дубровником». Прототип типу «Београд»  есмінці типу «Бурраск» відрізнялися потужною головною батареєю, проте з низьким рівнем скорострільності. Корабель мав  слабке протичовнове обладнання. Французький проєкт був також із занадто високим центром ваги, передня частина корпусу була занадто звужена, внаслідок чого  бак заливало практично за будь-якого стану моря. Крім того, здатність корабля діяти за несприятливих погодних умов також була обмежена.
Головний корабель типу, «Београд» побудували на Ateliers et Chantiers de la Loire у французькому Нанті. Решта кораблів типу побудували у Jadranska brodogradilišta у Спліті за допомогою французьких спеціалістів. Планувалося побудувати ще два такі есмінці, проте ці плани не реалізувалися. Верф Jadranska brodogradilišta у Кралєвиці мала побудувати і доставити котли та інші частини машинної установки.

## Представники
| Назва                       | Верф                                      | Закладений | Спущений на воду     | Вступив у стрій     | Доля |
| --------------------------- | ----------------------------------------- | ---------- | -------------------- | ------------------- | --- |
| «Београд» Београд Beograd   | «Ateliers et Chantiers de la Loire», Нант | 1936 рік   | 23 грудня 1937 року  | 28 квітня 1939 року | Захоплений італійцями 17 квітня 1941 року, перейменований на «Sebenico» Захоплений німцями у 1943 році, перейменований на «TA 43» Потоплений 1 травня 1945 року |
| «Загреб» Загреб Zagreb      | «Brodosplit», Спліт                       | 1936 рік   | 30 березня 1938 року | серпень 1939 року   | Затоплений екіпажем 17 квітня 1941 року |
| «Любляна» Љубљана Ljubljana | «Brodosplit», Спліт                       | 1936 рік   | 28 червня 1938 року  | грудень 1939 року   | Захоплений італійцями 17 квітня 1941 року, перейменований на «Lubiana» Затонув 1 квітня 1943 року                                                               |